# 60 (số)
60 (sáu mươi) là một số tự nhiên ngay sau 59 và ngay trước 61.
- 60 giây là số giây trong mỗi 1 phút, số phút trong mỗi 1 giờ
- 60 là số tự nhiên nhỏ nhất chia hết cho tất cả các số từ 1 đến 6

## Trong hoá học
60 là số hiệu của nguyên tố Neodymi (Nd)